# Національна автономістська партія

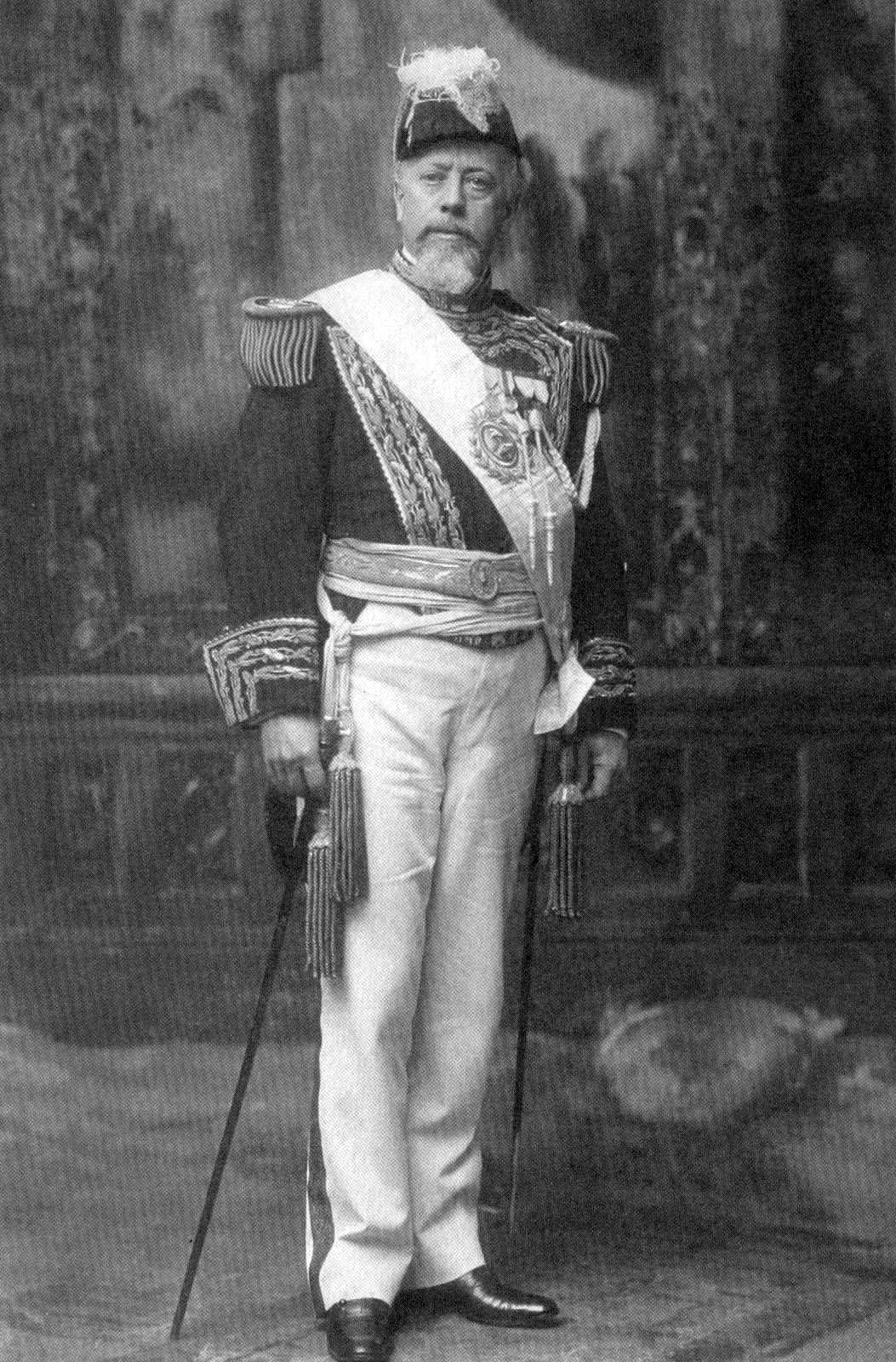
Хуліо Рока, ключова постать у Національній автономістській партії

Національна автономістська партія (ісп. Partido Autonomista Nacional — PAN) — колишня аргентинська політична партія, що існувала з 1874 до 1916 року. Була заснована 15 березня 1874 року союзом Автономістської партії Адольфо Алсіни та Національної партії Ніколаса Авельянеди. Ключовою постаттю партії був Хуліо Рока, двічі президент Аргентини.
Партія підтримувала сільськогосподарську експортну модель економіки, розведення крупної рогатої худоби й вирощування зернових у пампасах, переймалася проблемами будівництва залізниці.
Після Паркової революції 1890 року всередині партії зародився опозиційний рух політиці Хуліо Рока. Це спричинило розкіл у лавах партії й від неї відокремилась група, що виступала за модернізацію країни, запровадження реальної демократичної системи без фальсифікацій виборів. Найвидатнішими особами у цій групі були Роке Саенс Пенья, Карлос Пеллегріні, Рамон Карсано й інші. Під час президентства Роке Саенса Пеньї було прийнято закон про загальне виборче право, який передбачав обов'язкове таємне голосування, що дозволило провести вільні вибори 1916 року.
Головним політичним опонентом партії був Громадянський радикальний союз (ісп. Unión Cívica Radical -UCR-), заснований після революції 1890 року. Після виборчої реформи 1912 року та президентських виборів 1916, які виграли радикали, Національна автономістська партія зникла з політичної арени країни.

## Представники партії на посту президента
- Ніколас Авельянеда (1874—1880)
- Хуліо Рока (1880—1886, 1898—1904)
- Мігель Анхель Хуарес Сельман (1886—1890)
- Карлос Пеллегріні (1890—1892)
- Луїс Саенс Пенья (1892—1895)
- Хосе Еварісто Урібуру (1895—1898)
- Мануель Кінтана (1904—1906)
- Хосе Фігероа Алькорта (1906—1910)
- Роке Саенс Пенья (1910—1914)
- Вікторіно де ла Пласа (1914—1916)

## Правонаступники
Після прийняття закону, що носить ім'я Саенса Пеньї у 1912 році, більшу частину партії було реорганізовано у Консервативну партію. Інша фракція створила Демократичну прогресивну партію, яка функціонує донині. Після військового перевороту 1930 року консерватори повернулись до влади наступного року під назвою Національної демократичної партії. Проте після 1955 року партія теж розпалась.